# سان بيدرو ديل أرويو
بلدية سان بيدرو ديل أرويو (بالإسبانية: San Pedro del Arroyo) هي بلدية تقع في مقاطعة آبلة التابعة لمنطقة قشتالة وليون وسط إسبانيا.

## الديموغرافيا
بلغ عدد سكان بلدية سان بيدرو ديل أرويو 487 نسمة عام 2011 (وفقاً للمعهد الوطني للإحصاء الإسباني).
| 578 | 586 | 504 | 470 | 481 | 421 | 487 |